# П'єр Брюне (веслувальник)
П'єр Брюне (фр. Pierre Brunet, 27 лютого 1908 — 12 травня 1979) — французький академічний веслувальник.
Бронзовий призер Олімпійських Ігор 1932 року в складі розпашної двійки зі стерновим.
Чемпіон Європи 1931 року в складі розпашної двійки зі стерновим.